# Депортации из Латвийской ССР
Депортации из Латвийской Советской Социалистической Республики представляли собой вид советских репрессий жителей Латвии в 1941 и 1945—1951 годах, в ходе которых около 60 тысяч человек были вывезены в отдалённые регионы страны. Аналогичные акции были проведены в Эстонии и Литве.
Наряду с меньшими эпизодами в ходе депортаций выделяются крупные:
- Июньская депортация 1941 года: около 16 тысяч человек[2][3]. Эта волна была направлена в основном на местную латышскую интеллигенцию и представителей национальных меньшинств, а также на зажиточную часть общества, которые считались советскими властями чуждыми элементами[2][4]. Из всех депортированных погибло примерно пять тысяч человек, что составило 34—40 % от общего числа депортированных[5].
- Вторая массовая депортация произошла во время операции «Прибой» в марте 1949 года, когда были репрессированы около 43 тысяч человек[6]. На этот раз жертвами стали главным образом крестьяне, вместе с членами их семей, которые отказывались присоединиться к вновь созданным колхозам и были включены в список кулаков в 1947 году, а также членов и сторонников «лесных братьев»[2][7]. Из общего числа депортированных погибло более пяти тысяч человек.

Некоторыми исследователями выделяются также депортации 1944 года.
Депортированные из Латвии направлялись в основном в Амурскую, Томскую и Омскую области. Несколько меньших масштабы репрессий происходили против балтийских немцев и Свидетелей Иеговы. После десталинизации интернирование в лагеря было наказанием для людей, ведущих «антисоветский» образ жизни.

## Предыстория
Согласно подписанному между СССР и Германией договора, страны Балтии (Эстония, Латвия, Литва, и Финляндия), а также Румыния относились к советской «зоне влияния». После оккупации Польши, СССР добился от стран Балтии размещения в ключевых портах крупных советских гарнизонов. Победа в июне 1940, которую одержала Германия, вызвала ситуацию, когда всё внимание и вооружённые силы крупных государств Европы были отвлечены на запад, и позволило мирно присоединить Прибалтику к СССР, так что все эти страны оказались под властью коммунистов.

## Июньская депортация 1941 года
Сразу после оккупации Латвии на её территории было введено действие законодательства СССР, в том числе советского уголовного кодекса, и началось создание и укрепление советского строя, а также обширные репрессии против так называемых «врагов народа» и «классово чуждых элементов». По приказу Главного архивного управления НКВД СССР был создан специальный архив «социально опасных элементов», в котором должна была быть записана компрометирующая информация о более чем 10 категориях населения. Для поиска и учёта «социально опасных элементов» сотрудники Народного комиссариата внутренних дел ЛССР и Народного комиссариата государственной безопасности использовали архивы различных государственных учреждений, организаций, ликвидированных объединений, публикации независимой латвийской прессы, отчёты Государственного статистического управления, а также документы, связанные с выдачей паспортов СССР. Депортация осуществлялась главным образом на основе «классовых характеристик» — арестовывали тех, кого, как сообщалось, обвиняли в «контрреволюционной» деятельности и «антисоветской агитации», а также самых состоятельных граждан бывшей Латвийской Республики. Среди арестованных было много сельских жителей, которые были репрессированы в основном как члены организации Айзсаргов. Депортация женщин, детей и престарелых была основана на аресте главы семьи. Практически во всех случаях жители были задержаны, а затем высланы в административном порядке в соответствии с заранее установленными списками.
Депортация более 15 тыс. жителей Латвии 14 июня 1941 года по приказу и распоряжению правительства СССР, НКГБ СССР, НКВД СССР, при поддержке компартии Латвии и местных учреждений советской власти была подготовлена НКГБ ЛССР, а также сотрудниками особого округа 3 формирования штаба Прибалтийского военного округа. При этом к депортации были привлечены конвойные войска СССР, сотрудники НКВД и милиции, а также местные коммунистические партии и советские активисты.
Депортируемые семьи были отправлены на железнодорожные вокзалы, где главы семей (мужчины) были отделены от своих семей и отправлены в лагеря. Задержанных заключали в так называемые «исправительно-трудовые лагеря» НКВД СССР (Вятлаг, Усольлаг др.), где их дела расследовались, готовились обвинительные заключения, которые передались в Народный комиссариат внутренних дел СССР. Особое совещание при НКВД СССР приговаривало заключенных к смертной казни или заключению в лагерях на срок от 3 до 10 лет. Обвинения основывались главным образом на преступлениях, предусмотренных статьей 58 Уголовного кодекса РСФСР (в основном это так называемые контрреволюционные преступления, совершённые во время независимости Латвийской Республики, и так называемая антисоветская агитация в первые годы советской оккупации).
По различным данным, от 341 до более 690 арестованных были казнены. Некоторые из арестованных, приговорённых к высшей мере наказания, умерли до вынесения смертного приговора. В конце 1940-х годов некоторые заключенные были переведены из общих исправительных лагерей в специальные лагеря Министерства внутренних дел СССР, где тюремный режим был ещё более строгим. Более 3400 граждан и жителей Латвийской Республики, арестованных 14 июня 1941 года, погибли в тюрьмах.
После окончания приговора оставшиеся в живых заключённые концентрационных лагерей не были освобождены, а были отправлены в депортационные лагеря в отдаленные районы СССР.
Депортированные женщины, дети и старики были вывезены в пожизненное поселение в Красноярский край, Новосибирскую область и северные и центральные районы Казахстана, где им приходилось работать в основном на лесных предприятиях, в колхозах и совместных хозяйствах под контролем спецкомендатур НКВД СССР. Более 1900 депортированных граждан Латвии погибли в лагерях. Часть депортированных смогла вернуться на Родину в середине 1950-х годов, а многие только в 1960-х и начале 1970-х годов. После освобождения из специального лагеря имущество, конфискованное во время депортации, не возвращалось.
Дела лиц, депортированных из Латвии 14 июня 1941 года, были собраны в Государственном историческом архиве Латвии в фондах № 1897. («Персональные дела лиц депортированных из Латвии 14 июня 1941 года») и № 1986 («Уголовные дела лиц, обвинённых КГБ Латвийской ССР в совершении особо опасных государственных преступлений (1940—1985 годы)»).

## Мартовская депортация в Латвии
Для проведения операции «Прибой» в Латвийской ССР было задействовано 3300 оперативных работников, 8313 военнослужащих ВВ и 9800 бойцов истребительных батальонов. Для перевозки людей органы задействовали 31 железнодорожный состав.
Всего высылке подлежали 13 624 семьи или 42 975 человек, в основном сельских жителей, классифицированных советской властью как кулаки или пособники «лесных братьев» — партизан, боровшихся против советской власти и занимавшихся бандитизмом. Высланные составили 2,28 % населения.
Из высланных в 1949 году умерли в пути 183 человека, скончались за период ссылки 4941 человек, или 12 % от всех высланных. Еще 1376 лицам было запрещено после окончания срока высылки возвращаться в Латвию.
За проведение операции были награждены следующие офицеры: генерал-майоры Альфонс Андреевич Новик и Август Петрович Эглитис, полковники Владимир Васильевич Васильев, Ян Янович Веверс, Виктор Николаевич Козин, Фёдор Захарович Ширинский, подполковник Карлис Иванович Яунпетровичс, полковник милиции Николай Карлович Платайс, майор Иван Донатович Зуянс, комиссар милиции Алексей Алексеевич Кошелев, капитаны Михаил Павлович Ларютин, Петерис Язепович Рейнхольдс, Винц Антонович Тутин, Екаб Микелевич Шалмс.
В опубликованных в 2017 году отчётах ЦРУ от 16 июня 1952 года отмечается, что до 1949 года многие противники советской оккупации смогли избежать кары, однако были депортированы в 1949 году — вместе со всеми недовольными советским режимом. Неосторожные действия партизан и сочувствующих привлекли внимание советских спецслужб, принявших соответствующие меры.

## Память
В память о погибших и пострадавших во время депортации, установлены памятник в Томской области, железнодорожной станции Торнякалнс и других местах. Всего в Латвии насчитывается 539 памятных мест, посвящённых жертвам репрессий и депортаций.
Память жертв советской депортации свято чтится, и является частью культурной памяти стран Балтии. В память 25 марта 1949 года, когда были депортированы более 42 тысяч жителей Латвии, 25 марта в Латвии ежегодно отмечается как «День памяти жертв коммунистического геноцида». Также в связи с этим является памятным 14 июня – как годовщина депортаций 1941 года.
По случаю печальной годовщины 70 лет депортации, 25 марта 2019 года в Риге проводили мероприятия, в которых участвовали президент страны Раймонд Вейонис, спикер Сейма Инара Мурниеце, министр обороны Артис Пабрикс, и другие лица.